# L'Orphelin des astres
L'Orphelin des astres est un album de la série de bande dessinée Valérian et Laureline créée par Pierre Christin, scénariste, Jean-Claude Mézières, dessinateur et Evelyne Tran-Lê, coloriste.

## Synopsis
À la suite des événements d'Otages de l'Ultralum, Valérian et Laureline sont désormais les "tuteurs" du jeune califon d'Iksaladam (ainsi que d'un schniarfeur et d'un transmuteur grognon de Bluxte). Ce n'est pas du goût du père, qui maintient la prime pour qu'on lui ramène son héritier ; en conséquence, le Quatuor Mortis colle à la trace du petit groupe.
À la recherche d'une solution, Valérian et Laureline entrent dans les Astéroïdes de Shimballil, sorte de Californie galactique peuplée de producteurs de cinéma 3D, de livreurs de pouzzoufs/étudiants en droit commercial interplanétaire à mi-temps, et de professeurs pas toujours compréhensifs.